# 顾久
顾久（1951年9月—），男，汉族，贵州贵阳人，中华人民共和国政治人物，曾任中国民主同盟中央委员会常务委员、贵州省委员会主委，贵州省文史研究馆馆长，贵州省人大常委会副主任，第十届全国人大代表，第十二届全国政协委员。

## 家庭
父亲顾光中。